# Liberia na Mistrzostwach Świata w Lekkoatletyce 2009
Liberia na Mistrzostwach Świata w Lekkoatletyce 2009, reprezentowana była przez dwoje lekkoatletów - dwie kobiety. Żadna z atletek nie zdobyła medalu na tym czempionacie.

## Występy reprezentantów Liberii
Bieg 400 m kobiet
- Kia Davis - 34. miejsce w kwalifikacjach z wynikiem 56.85 sek., nie awansowała dalej

Bieg na 400 m ppł kobiet
- Kou Lougon - 28. miejsce w kwalifikacjach z wynikiem 57.70 sek., nie awansowała dalej